# Inwood (Florida)
Inwood ist ein census-designated place (CDP) im Polk County im US-Bundesstaat Florida.  Das U.S. Census Bureau hat bei der Volkszählung 2020 eine Einwohnerzahl von 7.031 ermittelt.

## Geographie
Inwood grenzt im Osten direkt an die Stadt Winter Haven und liegt rund 15 km nördlich von Bartow sowie etwa 60 km südwestlich von Orlando. Der CDP wird von der Florida State Road 544 durchquert.

## Demographische Daten
Laut der Volkszählung 2010 verteilten sich die damaligen 6403 Einwohner auf 2869 Haushalte. Die Bevölkerungsdichte lag bei 1280,6 Einw./km². 59,9 % der Bevölkerung bezeichneten sich als Weiße, 29,3 % als Afroamerikaner, 0,7 % als Indianer und 0,6 % als Asian Americans. 6,2 % gaben die Angehörigkeit zu einer anderen Ethnie und 3,3 % zu mehreren Ethnien an. 15,2 % der Bevölkerung bestand aus Hispanics oder Latinos.
Im Jahr 2010 lebten in 36,1 % aller Haushalte Kinder unter 18 Jahren sowie 28,0 % aller Haushalte Personen mit mindestens 65 Jahren. 65,7 % der Haushalte waren Familienhaushalte (bestehend aus verheirateten Paaren mit oder ohne Nachkommen bzw. einem Elternteil mit Nachkomme). Die durchschnittliche Größe eines Haushalts lag bei 2,71 Personen und die durchschnittliche Familiengröße bei 3,30 Personen.
30,0 % der Bevölkerung waren jünger als 20 Jahre, 24,9 % waren 20 bis 39 Jahre alt, 27,0 % waren 40 bis 59 Jahre alt und 18,0 % waren mindestens 60 Jahre alt. Das mittlere Alter betrug 36 Jahre. 48,9 % der Bevölkerung waren männlich und 51,1 % weiblich.
Das durchschnittliche Jahreseinkommen lag bei 26.647 $, dabei lebten 32,7 % der Bevölkerung unter der Armutsgrenze.
Im Jahr 2000 war Englisch die Muttersprache von 88,59 % der Bevölkerung, Spanisch sprachen 5,94 % und 5,47 % hatten eine andere Muttersprache.